# Срђан Апостоловић
Срђан Апостоловић (Београд, 1963) је српски вајар.

## Биографија
Срђан Апостоловић је дипломирао на Факултету ликовних уметности у Београду 1991. Крајем осамдесетих почиње наступе у саставу Ликовне радионице Галерије Студентског културног центра. Заједно са Душаном Петровићем, Здравком Јоксимовићем и Добривојем Крговићем организује изложбе које критика од тада именује термином “Нова београдска скулптура”.
Апостоловићеви радови се налазе у многим јавним и приватним колекцијама, међу којима су:
- МСУ Београд
- MuVIM Valencia
- МСУ Загреб
- Галерија Мурска Собота
- Museum moderner kunst stiftung Ludwig Wien
- Kunsthale Recklinghousen
- МСУ Нови Сад
- Wiener Stadtische Београд
- Shadow museum
- Колекција Трајковић

Добитник је неколико награда, међу којима су:
- Откупна награда Бијенала младих у Ријеци 1989.
- Награда из фонда Милош Бајић, ФЛУ Београд, 1989.
- Октобарска награда за стваралаштво младих, Београд, 1989.
- Гран при, Југословенско бијенале младих, Вршац 1996.

Од 2000 као креативни практичар оснива и води архитектонски студио Пингпонг.